# École normale de Viikki
L'école normale de l'université d'Helsinki (finnois : Helsingin yliopiston Viikin normaalikoulu) anciennement école finlandaise de filles d'Helsinki (finnois : Helsingin Suomalainen Tyttökoulu) est une école située dans la section de Latokartano du quartier de Viikki à Helsinki en Finlande.

## Histoire
L'école normale de Viikki est historiquement l'une des plus anciennes d'Helsinki.
La première école pour filles de langue finnoise de Finlande est fondée à Jyväskylä en 1864. 
L'école finnoise pour filles d'Helsinki est fondée sous statut privé en 1869 par Bernhard Fredrik Godenhjelm et Ida Godenhjelm.
L'école est nationalisée en 1886 et en 1934 elle devient la seule école normale pour filles de Finlande.

## Noms successifs de l'école
- 1869–1919 Helsingin suomalainen tyttökoulu
- 1919–1934 Helsingin suomalainen tyttölyseo
- 1934–1969 Tyttönormaalilyseo
- 1969–1974 Helsingin yhteisnormaalilyseo
- 1974–2003 Helsingin II normaalikoulu
- 2003– Helsingin yliopiston Viikin normaalikoulu

## Anciens élèves
- Ida Aalberg
- Aino Ackté
- Hellevi Arjava
- Rut Bryk
- Harriet Finne-Soveri
- Elina Haavio-Mannila
- Eila Hiltunen
- Esa Holopainen
- Pekka Himanen
- Ansa Ikonen
- Toini Jännes
- Aino Kallas
- Laura Kolbe
- Kirsi Kunnas
- Hilda Käkikoski
- Kirsti Lonka
- L. Onerva
- Aulikki Rautawaara
- Aino Sibelius
- Maila Talvio
- Aale Tynni
- Taru Valjakka